# 六氟化钌
六氟化钌是钌元素与氟元素形成的一种无机化合物，化学式为RuF6，它也是已知的17种二元六氟化物之一。

## 制备
六氟化钌可由金属钌与氟气和氩气的混合气流在400–450 °C下直接反应制得，这个反应的产率低于10%。
{\displaystyle \mathrm {Ru+3\ F_{2}{\xrightarrow {400-450^{o}C}}RuF_{6}} }

## 性质
六氟化钌是一种棕褐色晶体，熔点为54 °C。在−140 °C是测得它的固态结构为正交晶系晶体，空间群为Pnma。晶胞参数a = 9.313 Å，b = 8.484 Å，而c = 4.910 Å。每个晶胞中有四个化学式单位的六氟化锇（这里是四个六氟化锇分子），密度则是3.68 g·cm−3。
六氟化钌分子本身（气态或液态的主要存在形式）具有八面体形分子构型，点群为Oh。其中Ru–F键的键长为1.818 Å。

## 扩展阅读
- Gmelins Handbuch der anorganischen Chemie, System Nr. 63, Ruthenium, Supplement, pp. 266–268.